# Ferruccio Lamborghini
Ferruccio Lamborghini (n. 28 aprilie 1916, Cento, Emilia-Romagna, Italia – d. 20 februarie 1993, Perugia, Italia) a fost un industriaș italian. În 1963, a creat Automobili Lamborghini, producând mașini sport de ultimă generație la Sant'Agata Bolognese.
Născut într-o familie de viticultori din Renazzo, comuna Cento din regiunea Emilia-Romagna, cunoștințele sale mecanice l-au determinat să intre în activitatea de producție a tractoarelor în 1948, când a fondat Lamborghini Trattori, care a devenit rapid un important producător de mașini și echipamente pentru agricultură. În 1959, a deschis o fabrică de arzătoare de hidrocarburi, Lamborghini Bruciatori, care a intrat ulterior în activitatea de producere a echipamentelor de climatizare.

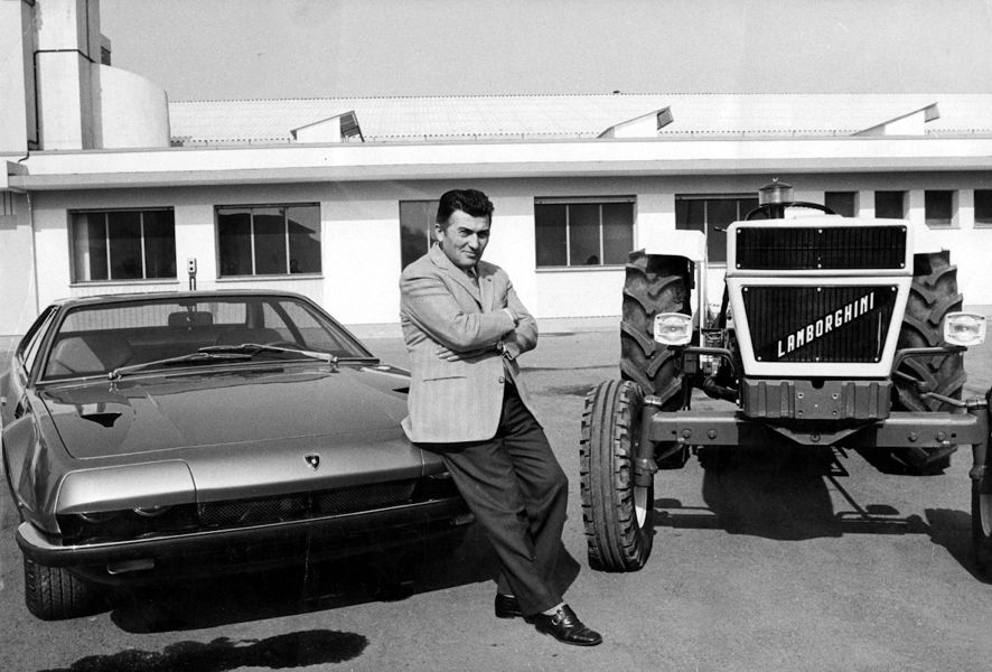
Ferruccio Lamborghini între un automobil și un tractor, produse de el

Lamborghini a fondat o a patra companie, Lamborghini Oleodinamica, în 1969, după crearea Automobili Lamborghini în 1963.
Spre sfârșitul anilor 1970, Ferruccio Lamborghini și-a vândut majoritatea acțiunilor de la companiile sale și s-a retras la o fermă din Umbria, ocupându-se cu vinificația.
La 20 februarie 1993, Ferruccio Lamborghini a murit la spitalul Silvestrini din Perugia, după ce a suferise un atac de cord cu cincisprezece zile mai devreme. A fost înmormântat la cimitirul din Renazzo.